# Chianti (streek)

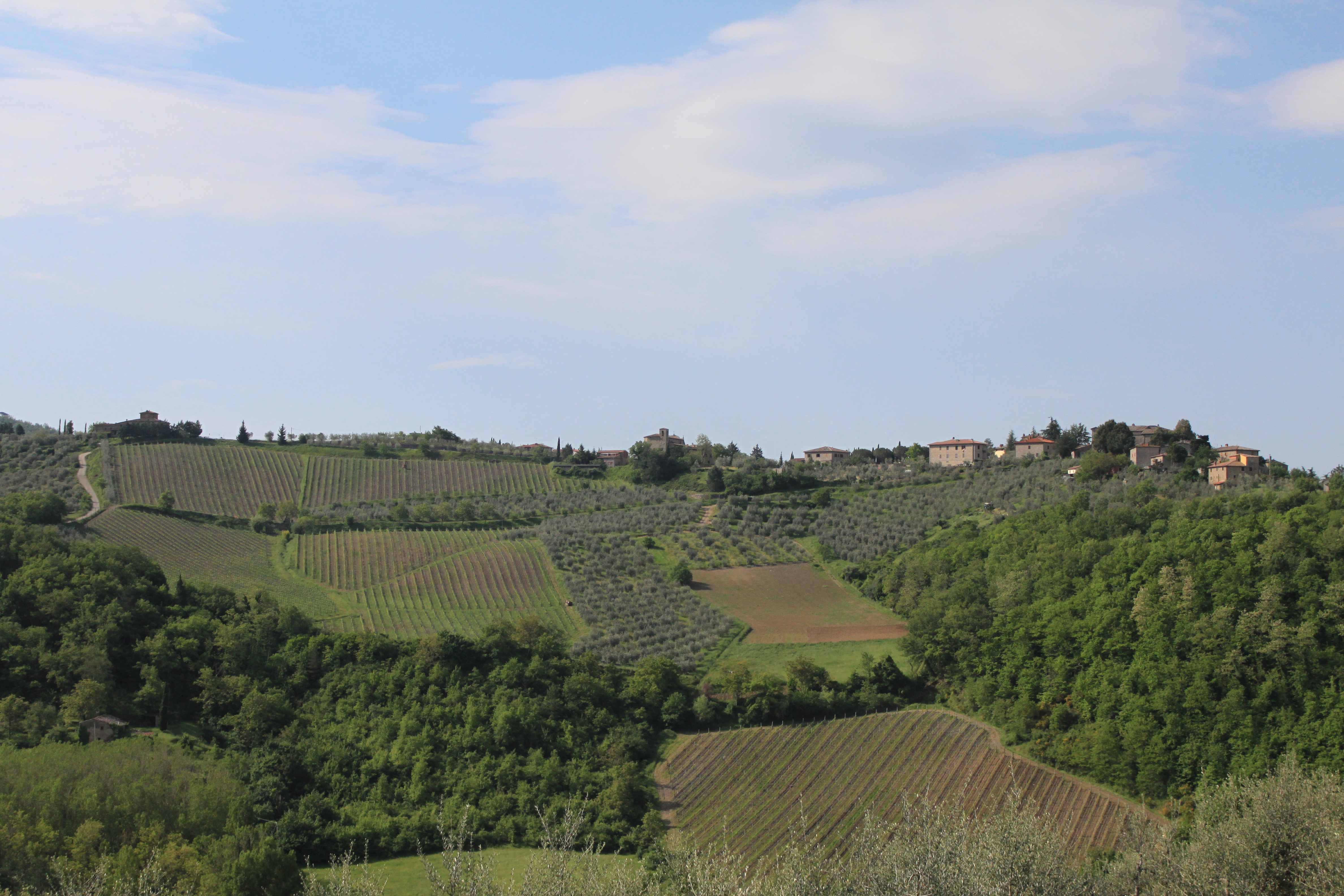
Landschap van de Chianti met wijn- en olijfgaarden, afgewisseld met bosschages

De Chianti is een streek in de Italiaanse regio Toscane, tussen de steden  Florence,  Siena en Arezzo die bekend is door de gelijknamige wijn, de chianti. 
De Chianti is een reliëfrijk gebied. Aan de oostzijde, grenzend aan het Valdarno Superiore, bevindt zich als onderdeel van de Apennijnen een ca. 25 km lange N-Z lopende bergketen, de Monte dei Chianti. Hier ligt het hoogste punt van de streek, de Monte San Michele (893 meter boven zeeniveau) in de gemeente Greve in Chianti.
Het overige deel van de Chianti bestaat uit zacht glooiende heuvels met wijngaarden olijfbomen, bosschages en middeleeuwse dorpen.
In dit gebied wordt vanouds rode wijn gemaakt. Om deze te onderscheiden van wijn die in aangrenzende gebieden in Toscane wordt gemaakt heet deze Chianti Classico.
De belangrijkste plaatsen in de Chianti zijn: Gaiole in Chianti, Castellina in Chianti, Greve in Chianti en Radda in Chianti.
De streek wordt ontsloten door provinciale en lokale wegen. De belangrijkste is de SR 222, de Chiantigiana, een voormalig rijksweg die van Florence via Greve naar Siena voert. De Chianti wordt niet bediend door autosnelwegen, superstrade en spoorwegen.